# 사랑보다 아름다운 유혹 2
사랑보다 아름다운 유혹 2(Cruel Intentions 2)는 미국에서 제작된 로저 컴블 감독의 2000년 드라마, 코미디 영화이다. 로빈 듄 등이 주연으로 출연하였고 헤더 지겐 등이 제작에 참여하였다.

## 출연

### 주연
- 로빈 듄
- 사라 톰슨

### 조연
- 케리 린 플랫
- 에이미 아담스
- 배리 플랫맨
- 미미 로저스
- 테레사 힐

## 제작진
- 공동제작: 린다 호킨스
- 공동제작: 낸시 커호퍼
- 공동제작: 헤더 지겐
- 미술: 카메론 버니
- 의상: 톰 맥킨리
- 의상: 데니즈 윈게이트
- 배역: 앤 맥카시
- 배역: 마리 베뉴